# Périers-sur-le-Dan
Périers-sur-le-Dan är en kommun i departementet Calvados i regionen Normandie i norra Frankrike. Kommunen ligger i kantonen Ouistreham som ligger i arrondissementet Caen. År 2022 hade Périers-sur-le-Dan 581 invånare.

## Befolkningsutveckling
Antalet invånare i kommunen Périers-sur-le-Dan
Referens:INSEE